# اسید (ویروس رایانه‌ای)
اسید(به انگلیسی: Acid) یک ویروس رایانه‌ای است که فایل‌های با پسوند کام (com) و اگزه (exe) را آلوده می‌سازد. هنگامی که این ویروس اجرا شود تمام فایل‌های اگزه موجود در آن پوشه را آلوده می‌سازد و در نوبت بعد با اجرای این فایل‌های اگزه، فایل‌های کام موجود در آن پوشه نیز به آلودگی دچار می‌شوند. این ویروس رشته‌های زیر را به فایل‌های آلوده شده اضافه می‌کند:
- "*.EXE *.COM .."
- "Program too big to fit in memory"
- "Acid Virus"
- "Legalize ACiD and Pot"
- "By: Copyfright Corp-$MZU

## منبع
وب‌گاه شرکت مک‌آفی